# Лю Хун (Хань)
Лю Хун (кит.: 劉宏; 156 — 13 травня 189) — імператор династії Хань у 168—189 роках, храмове ім'я Лін-ді.

## Біографія
Народився у 156 році у родині Лю Чана, спадкового хоу (маркіза) та пані Дун. Був праправнуком імператора Чжан-ді. Про молоді роки його мало відомостей.
Після смерті у 168 році імператора Хуань-ді, який не мав синів, відбувся з'їзд представників родини Лю. В результати було рекомендовано зробити імператором Лю Хуна. Після деяких роздумів удова імператора Хуань-ді Доу Мяо затвердила цей вибір.
З огляду на те, що Лю Хун був ще доволі молодим, регентом стала Доу Мяо. Разом з чиновником Чень Фаном вони стали найвпливовішими особами в Імперському уряді, разом намагалися очистити уряд від євнухів. Того ж року вони запропонували знищити наймогутніших євнухів, але ця пропозиція була відхилена. Все ж, чутки досягли євнухів і вони, викрали імператрицю Доу і взяли юного імператора під варту (йому сказали, що це тільки для його безпеки), Чень був страчений. Доу У, батько увдової імператриці, намагався чинити опір, але марно. Тоді він наклав на себе руки. Клан Доу був знищено, а владу отримали євнухи Цао Цзе і Ван Фу (王甫).
Після знищення сім'ї Доу, в 169, Лін-ді проголосив свою матір пані Дун удовою-імператрицею, хоча арештована Доу також мала цей статус. Родина Дун отримала доступ в уряд, але вирішального впливу не мала. У тому ж році, євнухи переконали Лін-ді в тому, що конфуціанські чиновники планують змову проти нього і Лін-ді багатьох наказав стратити, інших повністю позбавили громадянських прав.
У 172 році євнухи звинуватили імператорського брата Лю Лі, вана Бохая, в державній зраді і він вчинив самогубство. Його дружина, діти, наложниці, слуги, залежні чиновники, всі були страчені. Водночас поглибилося хабарництво та здирництво євнухів. Втім імператор не звертав на це уваги.
У 177 році племена сяньбі вдерлися на територію імперії, захопивши велику здобич. Китайським військам, які виступили проти них, завдали рішучої поразки. Але сяньбу не рушили углиб Китаю. Тому Лін-ді не вважав це загрозливим.
У 178 році євнухи, побоюючись впливу імператриці Сун, звинуватили її в чаклунстві проти імператора. Лін-ді повірив їм і заслав Сун. В ув'язненні вона померла. Її батько Сун Фен та її брати були страчені.
Корупція в країні ще більше посилилася, коли у 178 році імператор видав наказ, згідно з яким усі посади чиновників стали продаватися за гроші. Кошти імператору були потрібні для реалізації власних забаганок. Лін-ді витрачав багато коштів на створення палацових садів.
До 183 року в імперії створювався і міцнів потужний даоський рух, який зародився в провінції Цзі (центральна частина сучасної провінції Хебей). На чолі стояв Чжан Цзяо, голова секти Тайпін. Водночас його вчення та послідовники поширилися у восьми провінціях — Цін (центральний і східний Шаньдун), Сюй (північне Цзянсу і Аньхой), Ю (північний Хебей, Ляонін, Пекін, і Тяньцзінь), Цзі, Цзін (Хубей і Хунань), Ян (південний Цзянсу та Аньхой, Цзянсі, Чжецзян), Янь (західний Шаньдун), і Юй (центральна і восточная Хенань). Державні міністри дізналися про поширеність секти і запропонували розгромити її, але Лін-ді не прислухався до поради. Чжан Цзяо фактично планував повстання. Він призначив 36 воєначальників і створив таємний уряд. Один з очільників змовників Ма Юаньі домовився з двома головними євнухами про повалення династії Хань.
Напочатку 184 року змову було викрито, Ма був заарештований і страчений. Лін-ді наказав заарештувати і стратити членів секти Тайпін, і Чжан Цзяо оголосив про негайне повстання. Кожен член повстання надів жовту пов'язку. За один місяць повстання охопило великі території. За пропозицією євнуха Люй Цяна, який симпатизував повстанцям, Лін-ді оголосив, що помилує тих, хто добровільно відмовиться від жовтої пов'язки.
Лін-ді направив своїх полководців проти жовтих пов'язок, особливо відзначилися: Хуанфу Сун, Цао Цао, Фу Се, Чжу Цзюнь, Лу Чжи, і Дун Чжо. Того ж року Чжан Цзяо загинув, а основні сили жовтих пов'язок розсіялися, хоча не були переможені. Настав час повернути урядові війська і Лін-ді вирішив організувати провінційні армії. Насправді в провінціях ще існували загони самооборони, які були повністю незалежними.
Навіть повстання не змусило Лін-ді стати менш марнотратним і боротися з корупцією. Він підвищував податки і продавав посади, тому повстання не затихало.
У 188 році Лін-ді провів реформу управління, в результаті якої на чолі цивільної та військової адміністрації в провінціях стали губернатори, усі провінційні чиновники тепер підпорядковувалися не уряду, а губернаторам.
У 189 році Лін-ді тяжко захворів, постало питання про спадкоємця. Імператор схилявся визнати спадкоємцем свого сина Лю Ся, але так і не визначився. Він помер 13 травня 189 року. Його дружина Хе оголосила імператора Лю Бяня.